# Analitično nadaljevanje
Analítično nadaljevánje v kompleksni analizi, veji matematike, pomeni tehniko razširitve definicijskega območja določene analitične funkcije.
Naj bo f analitična funkcija, definirana na odprti podmnožici U kompleksne ravnine C. Če je V takšna odprta podmnožica C, ki vsebuje U, in F analitična funkcija, definirana na V, tako da velja F(z) = f(z) za vse z v U, potem se F imenuje analitično nadaljevanje funkcije f.
Analitično nadaljevanje dane funkcije je enolično v naslednjem smislu: če je V povezana in sta F1 in F2 dve analitični nadaljevanji funkcije f, definirani na V, potem velja F1 = F2. To velja, ker je razlika obeh funkcij spet analitična funkcija, ki je konstantno enaka 0 na odprti množici.
Na primer, če je podana potenčna vrsta s konvergenčnim polmerom r, lahko gledamo analitična nadaljevanja potenčnih vrst, tj. analitične funkcije F, ki so na večjih množicah definirane kot
{z : |z − a| < r},
in se z dano potenčno vrsto ujemajo na tej množici. Število r je največje v smislu, da vedno obstaja kompleksno število z, da velja
|z − a| = r
tako, da torej pri z ni moč definirati analitičnega nadaljevanja vrste. Torej obstaja omejitev za analitično nadaljevanje za večje kroge z istim središčem a. Po drugi strani prav lahko obstajajo analitična nadaljevanja na nekatere večje množice. Če ne, obstaja naravna meja kroga, ki vsebuje množico.
V kompleksni analizi funkcije pogosto definiramo tako, da najprej določimo funkcijo na majhnem definicijskem območju, nato pa jih razširimo z analitičnim nadaljevanjem. V praksi se to pogosto stori tako, da najprej uvedemo funkcijsko enačbo na malem območju, potem pa to enačbo uporabimo za razširitev tega območja. Zgleda sta funkcija gama in Riemannova funkcija zeta.